# Liste der Biografien/Sala
Liste der Biografien |
Portal Biografien |
Personensuche
# |
A |
B |
C |
D |
E |
F |
G |
H |
I |
J |
K |
L |
M |
N |
O |
P |
Q |
R |
S |
T |
U |
V |
W |
X |
Y |
Z |
?
 
Sa |
Sb |
Sc |
Sd |
Se |
Sf |
Sg |
Sh |
Si |
Sj |
Sk |
Sl |
Sm |
Sn |
So |
Sp |
Sq |
Sr |
Ss |
St |
Su |
Sv |
Sw |
Sy |
Sz
 
Saa |
Sab |
Sac |
Sad |
Sae |
Saf |
Sag |
Sah |
Sai |
Saj |
Sak |
Sal |
Sam |
San |
Sao |
Sap |
Saq |
Sar |
Sas |
Sat |
Sau |
Sav |
Saw |
Sax |
Say |
Saz
 
Sala |
Salb |
Salc |
Sald |
Sale |
Salf |
Salg |
Salh |
Sali |
Salj |
Salk |
Sall |
Salm |
Saln |
Salo |
Salp |
Salq |
Sals |
Salt |
Salu |
Salv |
Salw |
Saly |
Salz
Die Liste der Biografien führt alle Personen auf, die in der deutschsprachigen Wikipedia einen Artikel haben. Dieses ist eine Teilliste mit 342 Einträgen von Personen, deren Namen mit den Buchstaben „Sala“ beginnt.

## Sala
- Sala Francés, Emilio (1850–1910), spanischer Maler
- Sala i Martín, Xavier (* 1962), spanischer Ökonom, Hochschullehrer und Sportfunktionär
- Sala i Sala, Bartomeu (1821–1895), spanischer Missionar
- Sala Puigdevall, Isidro (1940–2022), spanischer Fußballspieler
- Sala Ribera, Isidro (1933–2019), spanischer Geistlicher, römisch-katholischer Bischof von Abancay
- Sala, Adimaro († 2011), italienischer Filmschaffender und Autor
- Sala, Alfred (1866–1924), deutscher Verwaltungsjurist und sächsischer Regierungsbeamter
- Sala, Angelo (1576–1637), Arzt und Wissenschaftler
- Sala, Annamaria (1930–2013), italienisch-deutsche Konzeptkünstlerin
- Sala, Anri (* 1974), albanischer Videokünstler
- Sala, Carlos (* 1960), spanischer Leichtathlet
- Sala, Cecilia (* 1995), italienische Journalistin, Autorin und Kriegsreporterin
- Sala, Claudio (* 1947), italienischer Fußballspieler
- Sala, Emiliano (1990–2019), argentinischer FußballspielerEmiliano Sala (1990–2019)

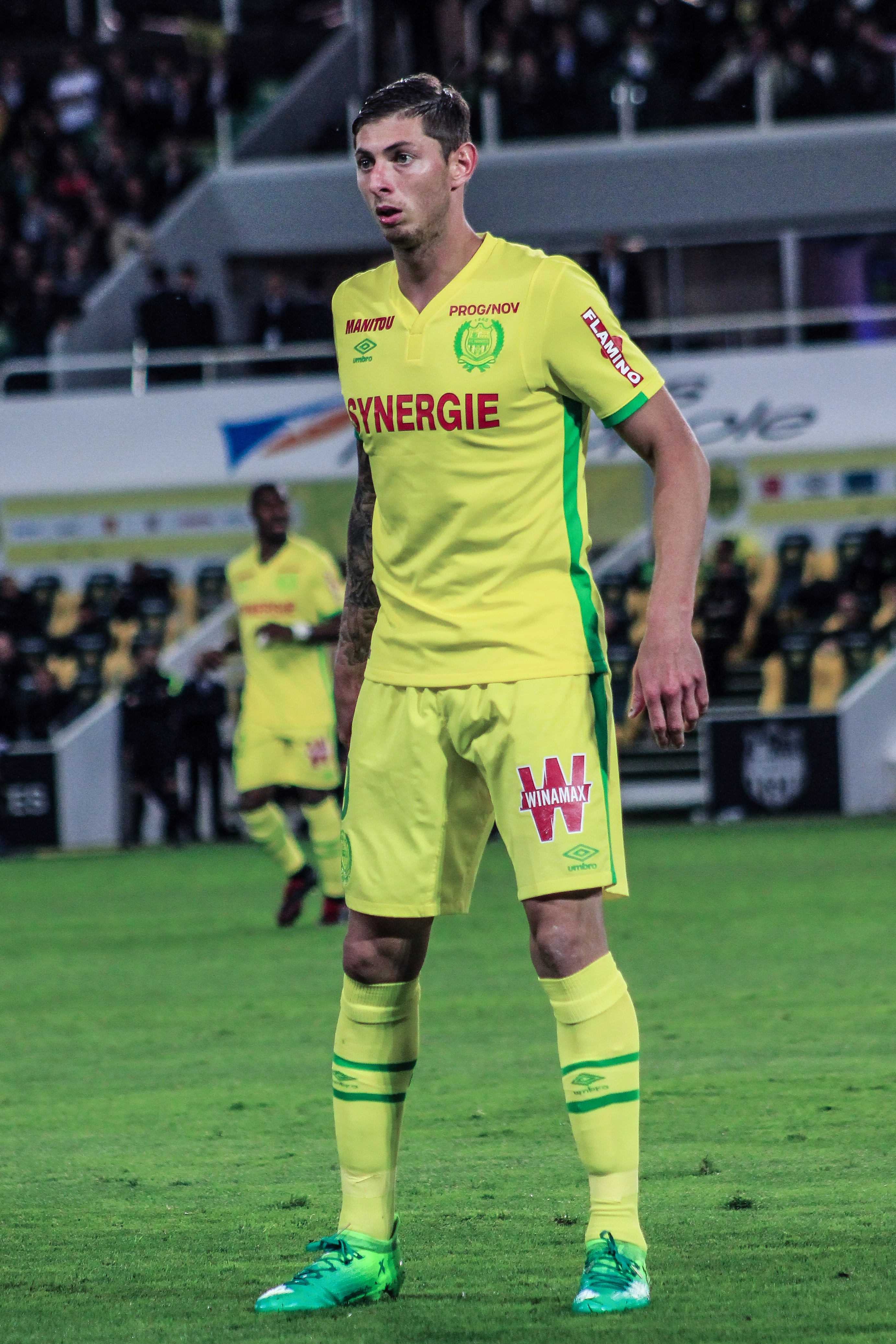
Emiliano Sala (1990–2019)

- Sala, Gabriel (* 1942), argentinischer Tänzer und Choreograph
- Sala, Giancarlo (1926–1981), italienischer Autorennfahrer
- Sala, Giovanni (* 1963), italienischer Endurosportler
- Sala, Giovanni B. (1930–2011), italienischer Jesuit, katholischer Theologe und Philosoph
- Sala, Giovanni Domenico (1579–1644), italienischer Mediziner und Hochschullehrer
- Sala, Giuseppe († 1727), italienischer Musikverleger, Drucker und Buchhändler
- Sala, Giuseppe (* 1958), italienischer Politiker (Europa Verde), Bürgermeister von MailandGiuseppe Sala (* 1958)

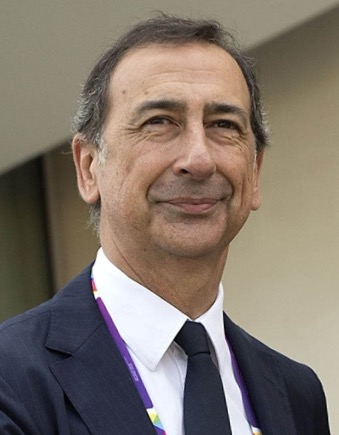
Giuseppe Sala (* 1958)

- Sala, Giuseppe Antonio (1762–1839), italienischer Kardinal der Römischen Kirche
- Sala, Jacopo (* 1991), italienischer Fußballspieler
- Sala, Lorenzo, Schweizer Architekt des Barock
- Sala, Luisella (* 1945), italienische Schauspielerin
- Sala, Marco (1886–1969), italienischer Fußballspieler
- Sala, Marius (1932–2018), rumänischer Linguist, Rumänist und Romanist
- Sala, Marzio (1928–2009), italienisch-deutscher Konzeptkünstler
- Sala, Milagro (* 1964), argentinische Aktivistin
- Sala, Moussa (1937–1992), nigrischer Offizier und Politiker
- Sala, Nicola (1713–1801), italienischer Komponist
- Sala, Oscar (1922–2010), brasilianischer Physiker
- Sala, Oskar (1910–2002), deutscher Komponist
- Sala, Patrizio (* 1955), italienischer Fußballspieler
- Sala, Pierre (1457–1529), französischer Schriftsteller
- Sala, Sebastian († 1652), Architekt und Bildhauer
- Sala, Soraya (* 1972), Schweizer Schauspielerin
- Sala, Tommaso (* 1995), italienischer Skirennläufer
- Sala, Vittorio (1918–1996), italienischer Dokumentarfilmer und Filmregisseur
- Sala-Molins, Louis (* 1935), französischer Philosoph

### Salaa
- Salaam, Rakieem (* 1990), US-amerikanischer Sprinter
- Salaam, Rashaan (1974–2016), US-amerikanischer American-Football-Spieler

### Salab
- Salaban, Kornel (* 1886), deutscher Autor und Falschmünzer
- Salabaschew, Iwan (1853–1924), bulgarischer Mathematiker und Politiker
- Salaberga, Heilige der römisch-katholischen Kirche und Äbtissin der Abtei Notre-Dame in Laon
- Salaberry de Benneville, Vincent de (1663–1750), französischer Aristokrat und Marineoffizier
- Salaberry Goyeneche, Hugo Manuel (* 1952), argentinischer Priester, Bischof von Azul
- Salaberry, Charles-Michel de (1778–1829), kanadischer Offizier und Politiker
- Salaberry, Horacio (* 1987), uruguayischer Fußballspieler
- Salaberry, Michel de (* 1940), kanadischer Diplomat
- Salabert, Pierre de (1734–1807), Abt, Staatsminister im Herzogtum Pfalz-Zweibrücken und im Kurfürstentum Bayern

### Salac
- Sałach, Janusz (* 1959), polnischer Radrennfahrer
- Salachas, Dimitrios (1939–2023), griechischer Geistlicher und Exarch des Apostolischen Exarchats von Griechenland
- Salacrou, Armand (1899–1989), französischer Dramatiker und Drehbuchautor

### Salad
- Saladin (1137–1193), Ayyubiden-SultanSaladin (1137–1193)

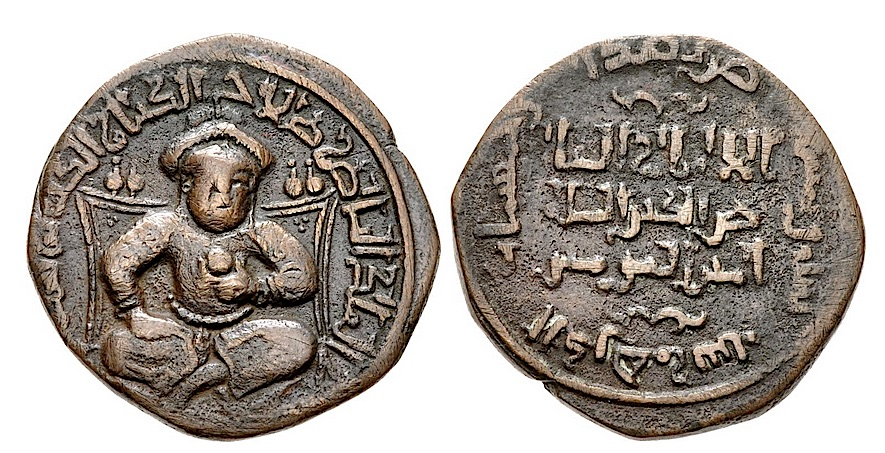
Saladin (1137–1193)

- Saladin, Barbara (* 1976), Schweizer Autorin und Journalistin
- Saladin, Fritz (* 1950), Schweizer Radrennfahrer, Weltmeister im Radsport
- Saladin, Guntram (1887–1958), Schweizer Lexikograph und Ortsnamenforscher
- Saladin, Josef Anton (1908–1996), Schweizer römisch-katholischer Geistlicher, Kirchenmusiker, Musikwissenschaftler, Komponist
- Saladin, Joseph (1901–1984), Schweizer Schriftsteller
- Saladin, Lorenz (1896–1936), Schweizer Expeditionsbergsteiger und Fotograf
- Saladin, Peter (1935–1997), Schweizer Rechtswissenschaftler und Hochschullehrer
- Saladin, Raymond (1889–1975), französischer Autorennfahrer
- Saladino, Irving (* 1983), panamaischer Leichtathlet
- Saladino, Juan (* 1987), argentinischer Hockeyspieler
- Saladino, Mario (* 1944), argentinischer Tangosänger
- Saladino, Michele (1835–1912), italienischer Komponist und Musikpädagoge
- Saladse, Michail (* 1954), sowjetischer Ringer
- Saladucha, Olha (* 1983), ukrainische Dreispringerin

### Salaf
- Salafia, Alfredo (1869–1933), italienischer Spezialist für Einbalsamierung
- Salafia, Emilio (1910–1969), italienischer Säbelfechter
- Salafranca Sánchez-Neyra, José Ignacio (* 1955), spanischer Politiker (PP), MdEP

### Salag
- Salagajew, Denis Jurjewitsch (* 1979), russischer Snowboarder
- Sălăgean, Ana (* 1937), rumänische Leichtathletin
- Sălăgeanu, Adrian (* 1983), rumänischer Fußballspieler
- Salagoïty, Jeanine (1923–2020), französische Leichtathletin

### Salah
- Salah Zuleta, Héctor Ignacio (* 1942), kolumbianischer Geistlicher und emeritierter römisch-katholischer Bischof von Riohacha
- Salah, Ahmed (* 1956), dschibutischer Marathonläufer und Olympiazweiter
- Salah, Alaa, sudanesische Frauenaktivistin
- Salah, Arturo (* 1949), chilenischer Fußballspieler
- Salah, Hashim Mohamed (* 1994), katarischer Mittel- und Hindernisläufer
- Salah, Ibrahim (* 2001), marokkanisch-belgischer Fußballspieler
- Salah, Mohamed (* 1992), ägyptischer FußballspielerMohamed Salah (* 1992)

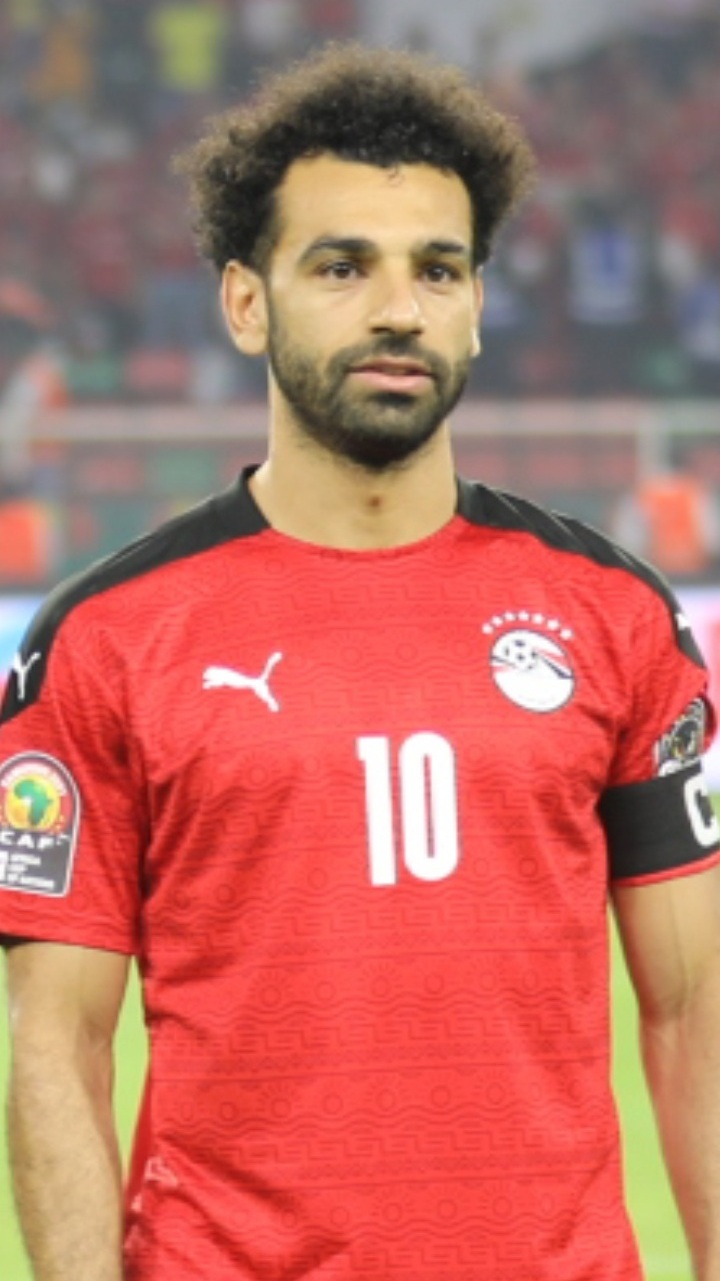
Mohamed Salah (* 1992)

- Salah, Nordin ben (1972–2004), niederländischer Box-Weltmeister
- Salah, Redouane (* 1979), algerischer Straßenradrennfahrer
- Salah-Eddine, Anass (* 2002), niederländisch-marokkanischer Fußballspieler
- Salah-Eldin, Kaamel, ägyptischer Cellist
- Salaheddine Bahaaeddin (* 1950), irakischer Politiker
- Salahov, Tahir (1928–2021), sowjetisch-aserbaidschanischer Künstler
- Salahshouri, Parvaneh (* 1964), iranische Soziologin und Politikerin
- Salahub, Natallja (* 1975), belarussische Sprinterin
- Salahuddin Abdul Aziz (1926–2001), malaysischer König, Sultan von Selangor
- Salahuddin, Bashir (* 1976), US-amerikanischer Schauspieler und Drehbuchautor
- Salahudin Arware (* 1983), thailändischer Fußballspieler

### Salaj
- Salaj, italienischer Maler
- Sălăjan, Leontin (1913–1966), rumänischer Politiker (PCR) und Armeegeneral

### Salak
- Salák, Alexander (* 1987), tschechischer Eishockeytorwart
- Salakka, Jouko (* 1951), finnischer Eisschnellläufer
- Salako, John (* 1969), englischer Fußballspieler

### Salam
- Salam Pax, Pseudonym eines irakischen Bloggers
- Salam, Abdus (1926–1996), pakistanischer Physiker und Nobelpreisträger
- Salam, Amin, libanesischer Politiker
- Salam, Bernard (* 1943), französischer Autorennfahrer
- Salam, Florin (* 1979), rumänischer Manele-Sänger
- Salam, Ibrahim Tahir (* 1940), kurdischer Politiker
- Salam, Kamsari (* 1941), malaysischer Radrennfahrer
- Salam, Nawaf (* 1953), libanesischer Jurist und Diplomat, Richter am Internationalen GerichtshofNawaf Salam (* 1953)

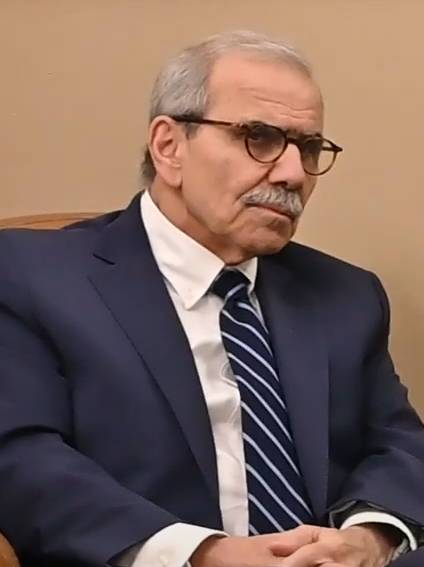
Nawaf Salam (* 1953)

- Salam, Saeb (1905–2000), libanesischer Ministerpräsident
- Salam, Salam Mohamed Abdul (* 1958), bengalischer Schwimmer
- Salam, Tammam (* 1945), libanesischer Politiker
- Salama III. († 1867), Metropolit der Äthiopisch-Orthodoxen Kirche
- Salama, Amine (* 2000), französisch-marokkanischer Fußballspieler
- Salama, Amr Ezzat (* 1951), ägyptischer Forschungs- und Hochschulminister
- Salama, Andraos (1931–2005), ägyptischer koptisch-katholischer Geistlicher und Bischof von Gizeh
- Salama, Fathy (* 1969), ägyptischer Keyboarder und Komponist
- Salama, Hannu (* 1936), finnischer Schriftsteller
- Salama, Hasan († 1948), Feldkommandeur der Armee des Heiligen Krieges im PalästinakriegHasan Salama († 1948)

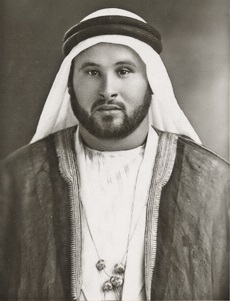
Hasan Salama († 1948)

- Salama, Pierre (1917–2009), französischer Klassischer Archäologe und Epigraphiker
- Salama, Tina, kongolesische Journalistin und Aktivistin (Demokratischen Republik Kongo)
- Salamacha, Walentyna (* 1986), aserbaidschanisch-ukrainische Handballspielerin
- Salamakinas, Algimantas (* 1952), litauischer Politiker
- Salaman, Stammesführer der Morgan
- Salaman, Henri (1867–1910), französischer Offizier
- Salaman, Paul (* 1971), britischer Ornithologe und Naturschützer
- Salaman, Toby (* 1944), britischer Schauspieler
- Salamana, Wessam (* 1985), syrischer Boxer
- Salamanca Mantilla, Pedro Manuel (* 1961), kolumbianischer Geistlicher und römisch-katholischer Bischof von Facatativá
- Salamanca Urey, Daniel (1869–1935), bolivianischer Politiker, Präsident Boliviens
- Salamanca y Mayol, José de (1811–1883), spanischer Adliger, Unternehmer und Politiker
- Salamanca, Amaia (* 1986), spanische Schauspielerin und ModelAmaia Salamanca (* 1986)

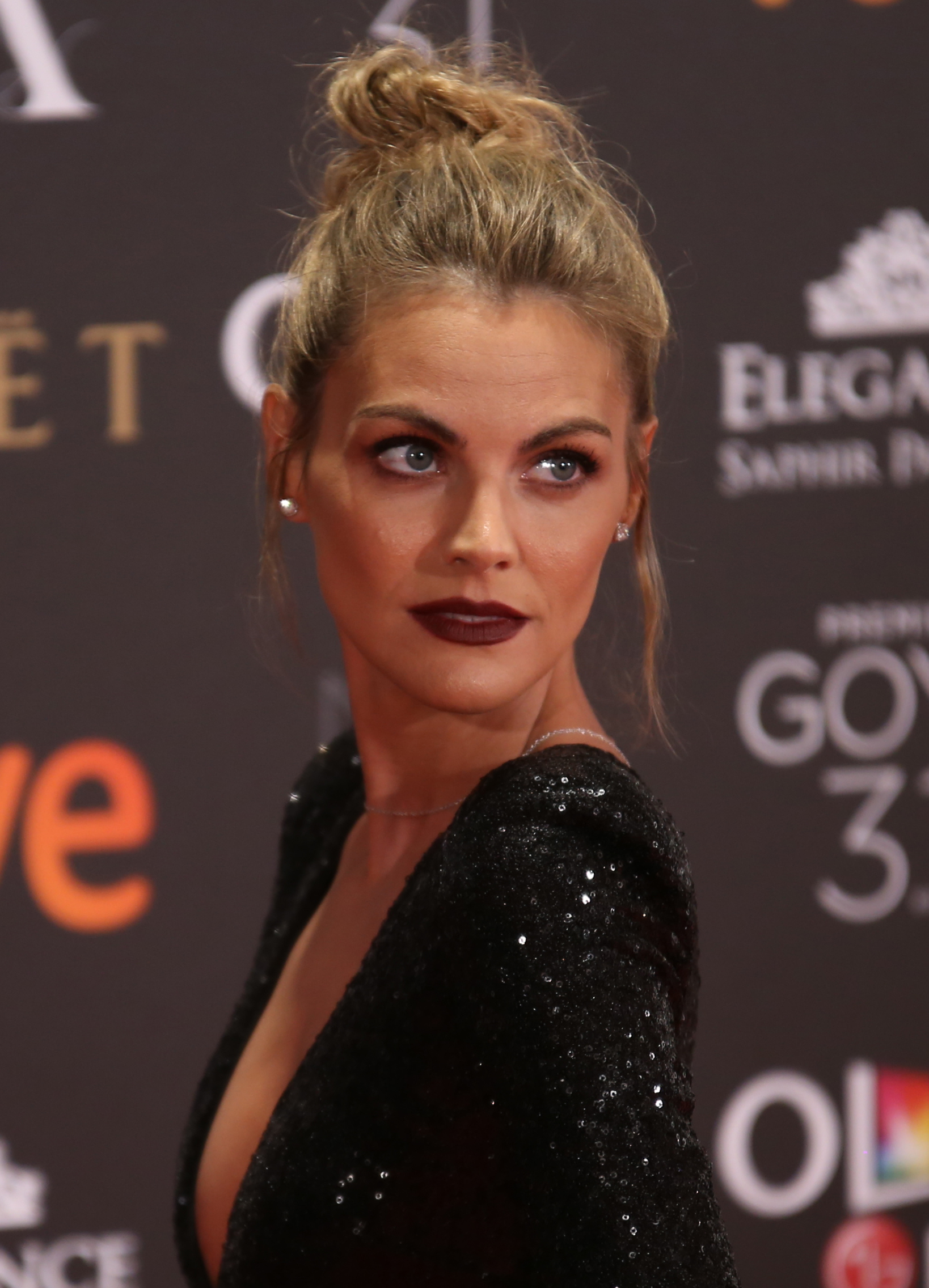
Amaia Salamanca (* 1986)

- Salamanca, Carlos (* 1983), kolumbianischer Tennisspieler
- Salamanca, Cayetano Enríquez de (1936–2006), spanischer Sachbuchautor und Verleger
- Salamanca, Fulvio (1921–1999), argentinischer Tangopianist, Bandleader, Arrangeur und Tangokomponist
- Salamanca, Manuel (1927–2010), chilenischer Fußballspieler
- Salamanca, Manuel de († 1775), spanischer Offizier, der als Gouverneur von Chile amtierte
- Salamanca-Hoyos, Antonius († 1551), Bischof von Gurk (1526–1551)
- Salamanca-Ortenburg, Gabriel von (1489–1539), Generalschatzmeister und Hofkanzler in Österreich, Graf von Ortenburg (in Kärnten)
- Salamander, Rachel (* 1949), deutsche Buchhändlerin und Journalistin
- Salamanios, spätantiker Mosaizist
- Salamano, Carlo (1891–1969), italienischer Automobilrennfahrer
- Salamanos, spätantiker Mosaizist
- Salamasina, Maria (* 1989), samoanische Fußballschiedsrichterassistentin
- Salamat, Tajeli (* 1994), singapurischer Fußballspieler
- Salamatin, Dmytro (* 1965), ukrainischer Politiker, und Minister
- Salamé, Ghassan (* 1951), libanesischer Politikwissenschaftler, Politiker und UN-Berater
- Salamé, Joseph (1914–2004), libanesischer maronitischer Geistlicher, Erzbischof von Aleppo
- Salamé, Léa (* 1979), libanesisch-französische Journalistin
- Salameh, Adel (1966–2019), palästinensischer Oudspieler
- Salameh, Ali Hassan (1941–1979), palästinensisches Oberhaupt der Terrorgruppe Schwarzer September
- Salameh, Ibrahim (* 1945), syrischer melkitisch griechisch-katholischer Ordensgeistlicher, emeritierter Apostolischer Exarch von Argentinien
- Salameh, Mohammad (* 1967), palästinensischer Terrorist
- Salameh, Riad (* 1950), libanesischer Zentralbankleiter
- Salami, Adigun (* 1988), nigerianischer Fußballspieler
- Salami, Gbolahan (* 1991), nigerianischer Fußballspieler
- Salami, Hussein (1960–2025), iranischer Generalmajor und Kommandeur der Iranischen Revolutionsgarde (Pasdaran)Hussein Salami (1960–2025)

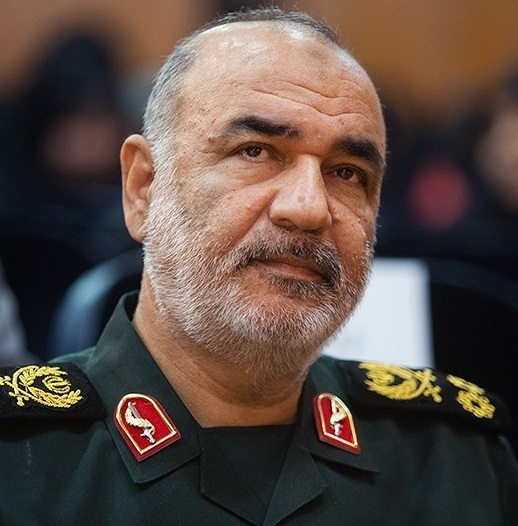
Hussein Salami (1960–2025)

- Salāmī, Ismāʾīl (* 1968), iranischer Schriftsteller, Lexikonschreiber und Iranologe
- Salami, Khadija al- (* 1966), jemenitische Regisseurin
- Salami, Mohammad Amin al (* 1994), syrischer Leichtathlet
- Salamin, Antoine (* 1945), Schweizer Autorennfahrer und Architekt
- Salamin, Michel (1929–1993), Schweizer Historiker
- Salamon, Ágnes (1923–1986), ungarische Archäologin
- Salamon, Bartosz (* 1991), polnischer Fußballspieler
- Salamon, Dietmar Arno (* 1953), deutscher Mathematiker und Hochschullehrer
- Salamon, Ingrid (* 1958), österreichische Politikerin (SPÖ), Landtagsabgeordnete
- Salamon, Julian (* 1991), österreichischer Fußballspieler
- Salamon, Paul (* 1930), ungarischer Schriftsteller und Drehbuchautor
- Šalamon, Samo (* 1978), slowenischer Jazzgitarrist
- Salamon, Thomas (* 1989), österreichischer Fußballspieler
- Salamonsky, Albert (1839–1913), deutscher Zirkusdirektor und Artist
- Salamov, Ulugbek (* 1979), usbekischer Straßenradrennfahrer
- Salamow, Umar Issajewitsch (* 1994), russischer Boxer im Halbschwergewicht
- Salamun, Kurt (* 1940), österreichischer Philosoph
- Šalamun, Luka (* 1997), slowenischer Fußballspieler
- Šalamun, Tomaž (1941–2014), slowenischer Dichter
- Salamunovich, Paul (1927–2014), US-amerikanischer Chorleiter, Komponist und Hochschullehrer
- Salamzadə, Qəmər (1908–1994), aserbaidschanische und sowjetische Filmregisseurin und Drehbuchautorin

### Salan
- Salan, Rainer (* 1954), deutscher Radrennfahrer
- Salan, Raoul (1899–1984), französischer GeneralRaoul Salan (1899–1984)

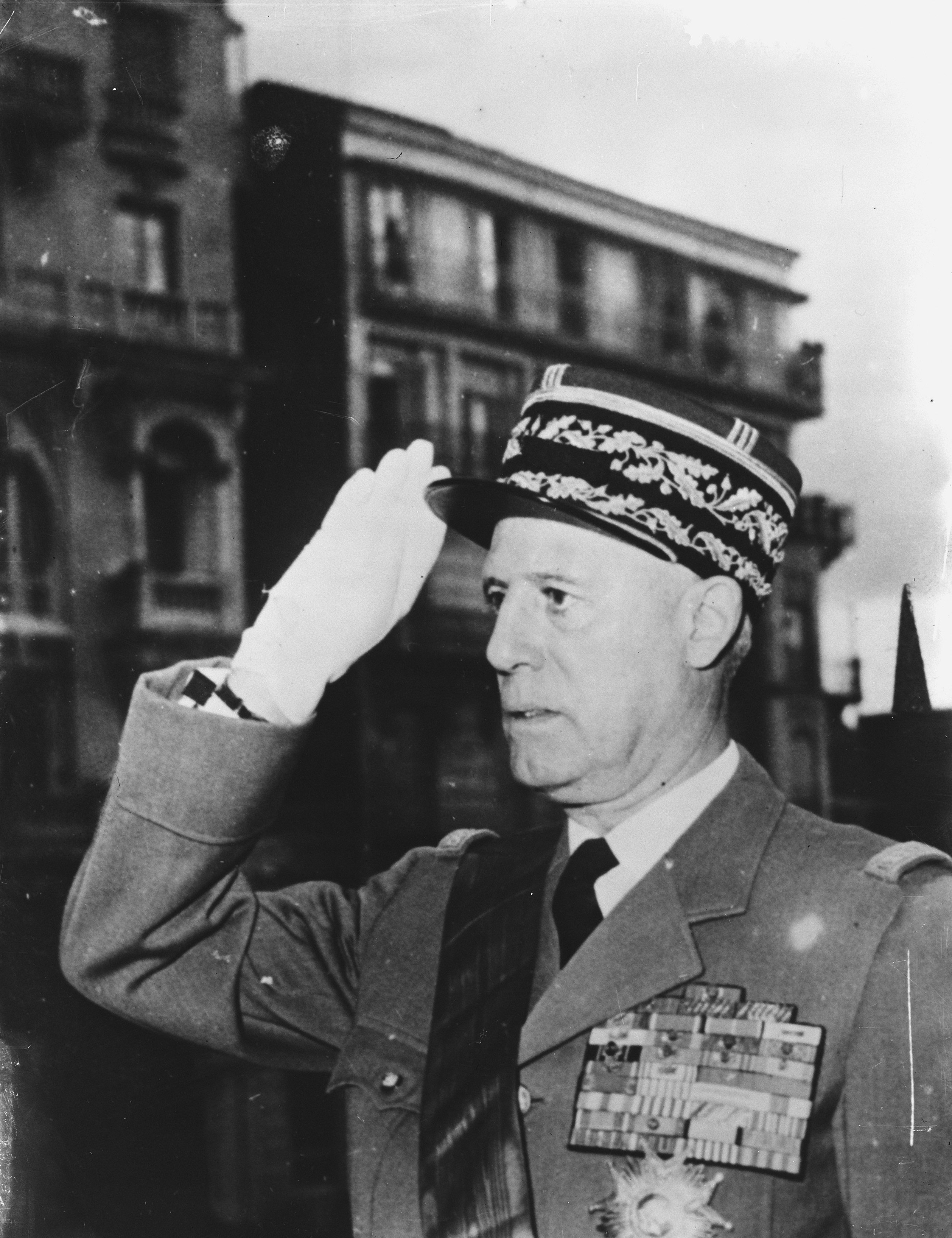
Raoul Salan (1899–1984)

- Salander, Anni C. (* 1990), deutsche Schauspielerin, Hörspielsprecherin und Synchronsprecherin
- Salander, Axel (* 1955), deutscher Leichtathlet
- Salander, Carsten (* 1933), deutscher Physiker und Manager in der Kernindustrie
- Salander, Corinna (* 1967), deutsche Verkehrswissenschaftlerin
- Salander, Gustav Adolf (1900–1996), deutscher Jurist und Bankdirektor
- Saländer, Silva Lone (* 1983), deutsche Fußballspielerin
- Salandra, Antonio (1853–1931), italienischer Politiker, Mitglied der Camera dei deputati
- Salandy, Giselle (1987–2009), Boxerin aus Trinidad und Tobago
- Salane, Dame (* 2004), senegalesisch-italienischer Basketballspieler
- Salang, Gaolesiela (* 1983), botswanischer Leichtathlet
- Salangi, Abdul Basir, afghanischer Gouverneur
- Salani, Corso (1961–2010), italienischer Schauspieler, Drehbuchautor und Filmregisseur
- Salani, Lucy (1924–2023), italienische Aktivistin und KZ-Überlebende
- Salanović, Dennis (* 1996), liechtensteinischer Fußballspieler
- Salanson, Fabrice (1979–2003), französischer Radrennfahrer
- Salanter, Israel (1810–1883), jüdischer Gelehrter und Gründer de Mussar-Bewegung

### Salao
- Salaou, Abundance (* 2004), ivorischer Fußballspieler

### Salap
- Salapu, Nicky (* 1980), amerikanisch-samoanischer Fußballtorhüter

### Salaq
- Salaquarda, Filip (* 1984), tschechischer Automobilrennfahrer

### Salar
- Salar Jung I. (1829–1883), Diwan des indischen Fürstenstaates Hyderabad
- Salar Jung II. (1862–1889), Diwan des indischen Fürstenstaates Hyderabad (1884 bis 1887)
- Salar Jung III. (1889–1949), Diwan des indischen Fürstenstaates Hyderabad (1912–1914), Kunstsammler
- Salar, Ayhan (* 1967), deutscher Autor, Regisseur und Kameramann türkischer Herkunft
- Salar, Murat (* 1976), deutsch-türkischer Fußballspieler und -trainer
- Salarich, Joaquim (* 1994), spanischer Skirennläufer
- Salarzadeh, Saeed (* 1983), iranischer Fußballspieler

### Salas
- Salas Anteliz, Pablo Emiro (* 1957), kolumbianischer Geistlicher, römisch-katholischer Erzbischof von Barranquilla
- Salas Arias, Marco (* 1985), costa-ricanischer Straßenradrennfahrer
- Salas Arjona, Gerardo Ernesto (* 1966), venezolanischer römisch-katholischer Geistlicher und Bischof von Acarigua-Araure
- Salas Becerra, Mario (* 1973), chilenischer römisch-katholischer Ordensgeistlicher, Weihbischof in Valparaíso
- Salas Chávez, Jorge (1914–1992), argentinischer Segler
- Salas Gallardo, Ignacio (1938–2003), mexikanischer Fußballspieler
- Salas Guevara, Federico (1950–2021), peruanischer Politiker
- Salas Lotfe, Federico (* 1955), mexikanischer Botschafter
- Salas Morera, Marco (* 1982), costa-ricanischer Straßenradrennfahrer
- Salas Salas, Miguel Antonio (1915–2003), venezolanischer Geistlicher, Erzbischof von Mérida
- Salas Valdés, Ramón (1917–1999), chilenischer Ordensgeistlicher und römisch-katholischer Bischof von Arica
- Salas y Castro, Esteban (1725–1803), kubanischer Komponist und Kirchenmusiker
- Salas, Ada (* 1965), spanische Dichterin
- Salas, Ariel (* 1976), chilenischer Fußballspieler
- Salas, Claudia (* 1994), spanische Schauspielerin
- Salas, Damian (* 1975), argentinischer Pokerspieler
- Salas, Edward (* 1965), australischer Radrennfahrer
- Salas, Franklin (* 1981), ecuadorianischer Fußballspieler
- Salas, Galeano, mexikanisch-amerikanischer Opernsänger (Tenor)
- Salas, Jairo (* 1984), kolumbianischer Radrennfahrer
- Salas, Lauro (1928–1987), mexikanischer Boxer im Leichtgewicht
- Salas, Marcelo (* 1974), chilenischer FußballspielerMarcelo Salas (* 1974)

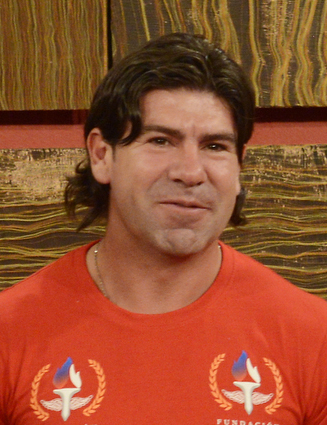
Marcelo Salas (* 1974)

- Salas, Margarita (1938–2019), spanische Biochemikerin, Molekulargenetikerin und Hochschullehrerin
- Salas, María Paula (* 2002), costa-ricanische Fußballspielerin
- Salas, Mario (* 1967), chilenischer Fußballspieler
- Salas, Paulo (* 1994), uruguayischer Fußballspieler
- Salas, Pedro (1923–2000), argentinischer Radrennfahrer
- Salas, Steeven (* 2002), ecuadorianischer Leichtathlet
- Salas, Stevie (* 1962), US-amerikanischer Gitarrist
- Salas, Youstin (* 1996), costa-ricanischer Fußballspieler
- Sălășan, Cosmin (* 1970), rumänischer Wirtschaftswissenschaftler insbesondere Agrarberatung und Management
- Šalaševičiūtė, Rimantė (* 1954), litauische Politikerin und Juristin
- Salaški, Tamara (* 1988), serbische Leichtathletin

### Salat
- Salat, Hannes (* 1969), österreichischer Szenenbildner
- Salat, Jakob (1766–1851), katholischer Theologe und Philosoph
- Salat, Johannes (* 1498), Schweizer Dramatiker und Historiker
- Salat, Rudolf (1906–1994), deutscher Diplomat
- Saláta, Kornel (* 1985), slowakischer Fußballspieler
- Salaterski, Stanisław (* 1954), polnischer Geistlicher, römisch-katholischer Weihbischof in Tarnów
- Salathé, Friedrich (1793–1858), Schweizer Maler, Grafiker und Lithograf
- Salathé, Hanni (1926–2012), Schweizer Bildhauerin
- Salathé, John (1899–1992), schweizerisch-US-amerikanischer Bergsteiger, Pionier des Bigwallkletterns im Yosemite Valley
- Salathé, Marcel (* 1975), Schweizer Epidemiologe der EPF Lausanne
- Salathé, Nicole (* 1965), Schweizer Fernsehredakteurin/-produzentin und Moderatorin
- Salathé, René (1927–2022), Schweizer Lehrer, Rektor, Lokal Historiker und Autor
- Salati, Pietro (1920–1975), Schweizer Maler
- Salatić, Veroljub (* 1985), schweizerischer FussballspielerVeroljub Salatić (* 1985)

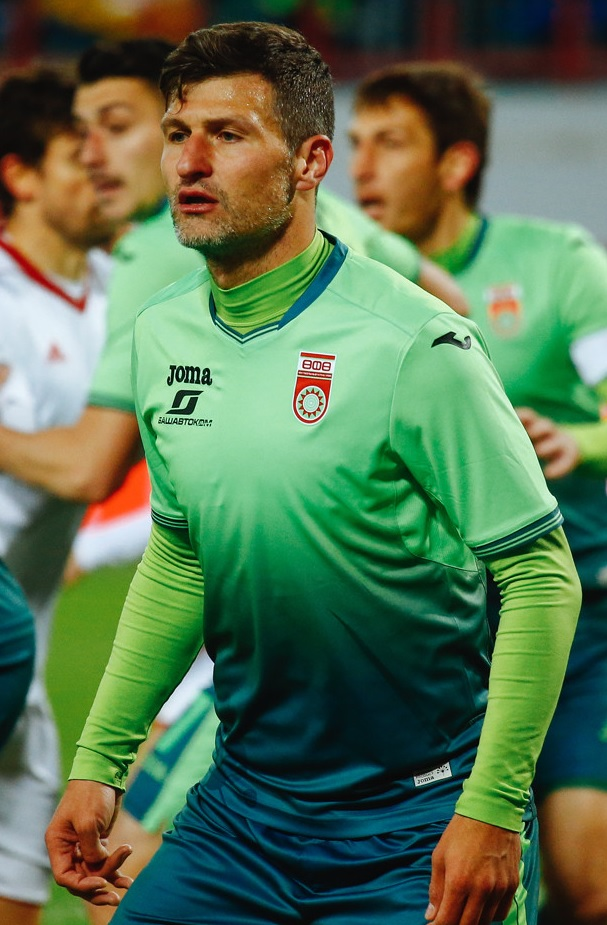
Veroljub Salatić (* 1985)

- Salatin, Josh (* 1987), US-amerikanischer Schauspieler und Synchronsprecher
- Salatka, Charles (1918–2003), US-amerikanischer Geistlicher, römisch-katholischer Erzbischof von Oklahoma City
- Salatto, Potito (1942–2016), italienischer Politiker (Il Popolo della Libertà), MdEP
- Salaty, Jauhen (* 1999), belarussischer Ruderer

### Salau
- Salaujou, Illja (* 2000), belarussischer Eishockeyspieler
- Salaün, Tidjane (* 2005), französischer Basketballspieler
- Salaün-Penquer, Léocadie (1817–1889), französische Schriftstellerin

### Salav
- Salavarda, Drazan (* 1964), deutscher Basketballtrainer und -spieler kroatischer Herkunft
- Salavarria, Erbito (* 1946), philippinischer Boxer im Fliegengewicht
- Salavarrieta, Policarpa († 1817), kolumbianische Unabhängigkeitskämpferin
- Salaverría, Martín de, spanischer Militär und Zivilgouverneur von Trinidad (1779–1783)
- Salaverry Villarreal, Juan José (* 1969), peruanischer Geistlicher, römisch-katholischer Weihbischof in Lima
- Salaverry, Felipe Santiago de (1806–1836), peruanischer General und Staatspräsident von Peru (1835–1836)
- Salaviza, João (* 1984), portugiesischer Schauspieler und Filmregisseur
- Salavrakos, Nikolaos (* 1946), griechischer Politiker (Laikos Orthodoxos Synagermos), MdEP

### Salaw
- Salawa, Aniela (1881–1922), polnische Ordensfrau und Mystikerin, Selige der katholischen Kirche

### Salax
- Salax, griechischer Töpfer

### Salay
- Salay, Mike (1909–1973), US-amerikanischer Rennfahrer

### Salaz
- Salaz, Bryana (* 1997), US-amerikanische Sängerin und Schauspielerin
- Salazar Adame, Florencio (* 1948), mexikanischer Botschafter
- Salazar Arrué, Luís Salvador Efraín (1899–1975), salvadorianischer Autor und Maler
- Salazar Cárdenas, Margarito (* 1958), mexikanischer Geistlicher, römisch-katholischer Bischof von Matehuala
- Salazar Castillo, Antonio (1989–2022), mexikanischer Fußballspieler
- Salazar Castro, Carlos (1800–1867), liberaler Politiker in Zentralamerika
- Salazar Estrada, Ramón (* 1963), mexikanischer römisch-katholischer Geistlicher und Weihbischof in Guadalajara
- Salazar Gómez, Oscar Aníbal (* 1942), kolumbianischer Geistlicher, emeritierter römisch-katholischer Bischof von La Dorada-Guaduas
- Salazar Gómez, Rubén (* 1942), kolumbianischer römisch-katholischer Geistlicher und emeritierter Erzbischof von Bogotá sowie ehemaliger Primas von Kolumbien
- Salazar Ivancan, Renata (* 1975), deutsche Filmeditorin
- Salazar López, José (1910–1991), mexikanischer Kardinal und Erzbischof von Guadalajara
- Salazar Mejía, Arturo (1921–2009), kolumbianischer Geistlicher, Bischof von Pasto
- Salazar Mora, Manuel Eugenio (* 1958), costa-ricanischer Geistlicher, römisch-katholischer Bischof von Tilarán-Liberia
- Salazar Sancisi, Juan (* 1949), ecuadorianischer Diplomat
- Salazar Valencia, Arturo (1855–1943), chilenischer Wissenschaftler
- Salazar Villagrana, Felipe (* 1940), mexikanischer Geistlicher, emeritierter römisch-katholischer Bischof von San Juan de los Lagos
- Salazar y Castro, José Gregorio (1773–1838), liberaler Politiker in Zentralamerika
- Salazar y Espinosa, Juan de (1508–1560), spanischer Conquistador
- Salazar y Frías, Alonso de (* 1564), spanischer Priester, Jurist und Inquisitor
- Salazar y Mazarredo, Eusebio (1827–1871), spanischer Politiker und Diplomat
- Salazar, Abel (1917–1995), mexikanischer Schauspieler, Filmregisseur und Filmproduzent
- Salazar, Adolfo (1890–1958), spanischer Komponist, Musikkritiker und -wissenschaftler
- Salazar, Agustina (* 2002), argentinische Leichtathletin
- Salazar, Albert (* 1995), spanischer Schauspieler
- Salazar, Alberto (* 1958), US-amerikanischer LangstreckenläuferAlberto Salazar (* 1958)

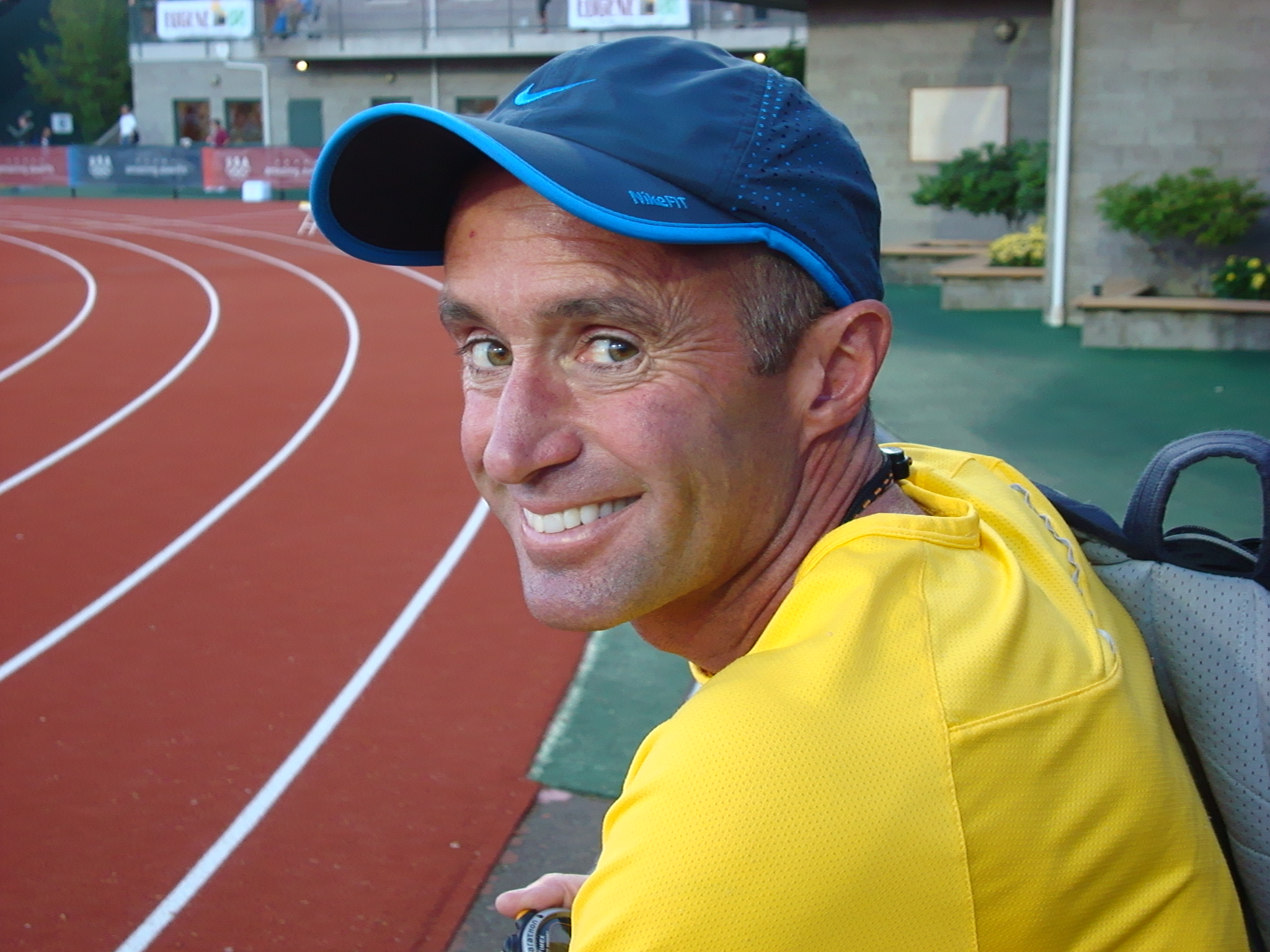
Alberto Salazar (* 1958)

- Salazar, Alejandra (* 1985), spanische Padelspielerin
- Salazar, Alexander (* 1949), costa-ricanischer Geistlicher, emeritierter römisch-katholischer Weihbischof in Los Angeles
- Salazar, Alonso de († 1526), spanischer Entdecker
- Salazar, Álvaro (* 1993), chilenischer Fußballspieler
- Salazar, Ana (* 1941), portugiesische Modedesignerin
- Salazar, António de Oliveira (1889–1970), Präsident und Ministerpräsident von PortugalAntónio de Oliveira Salazar (1889–1970)

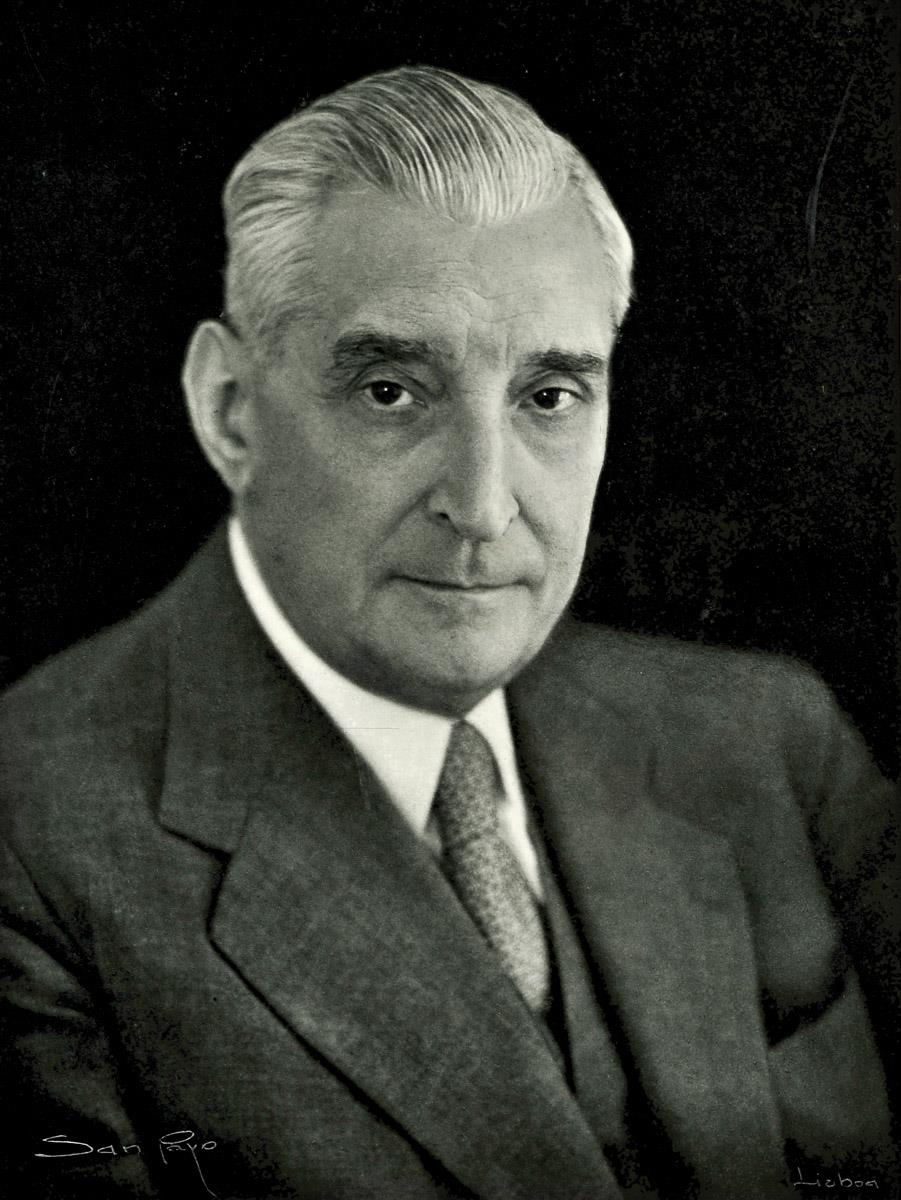
António de Oliveira Salazar (1889–1970)

- Salazar, Arturo (* 1988), mexikanischer Squashspieler
- Salazar, Aura Cristina (* 1995), kolumbianische Schachspielerin
- Salazar, Basilio, mexikanischer Fußballspieler und -trainer
- Salazar, Carlos Gabriel (* 1964), argentinischer Boxer im Superfliegen- und Fliegengewicht
- Salazar, César (* 1972), kolumbianischer Radrennfahrer
- Salazar, César (* 1988), mexikanischer Squashspieler
- Salazar, Deysiré (* 2004), panamaische Fußballspielerin
- Salazar, Diego Fernando (* 1980), kolumbianischer Gewichtheber, Olympiateilnehmer
- Salazar, Diego José de (1659–1709), spanischer Komponist des Barock
- Salazar, Eliseo (* 1954), chilenischer Automobilrennfahrer
- Salazar, Fernando (* 1979), mexikanischer Fußballspieler
- Salazar, Gabriela (* 1994), mexikanische Handballspielerin
- Salazar, Gustavo, peruanischer Badmintonspieler
- Salazar, Hernando, chilenischer Fußballspieler
- Salazar, Hugo († 1996), mexikanischer Fußballtorhüter
- Salazar, Imanol (* 2003), argentinischer Volleyballspieler
- Salazar, Iridia (* 1982), mexikanische Taekwondoin
- Salazar, Jaime (1931–2011), mexikanischer Fußballspieler
- Salazar, Jessica (* 1995), mexikanische Bahnradsportlerin
- Salazar, John (* 1953), US-amerikanischer Politiker der Demokratischen Partei
- Salazar, Jorge (* 1961), kubanischer Radrennfahrer
- Salazar, Ken (* 1955), US-amerikanischer Politiker (Demokrat)
- Salazar, Liana (* 1992), kolumbianische Fußballspielerin
- Salazar, Lizbeth (* 1996), mexikanische Radrennfahrerin
- Salazar, María Elvira (* 1961), US-amerikanische Fernsehmoderatorin und Politikerin der Republikanischen Partei
- Salazar, Mario (* 1917), chilenischer Fußballspieler
- Salazar, Mario (* 1980), deutscher Schriftsteller
- Salazar, Max (1932–2010), US-amerikanischer Autor und Musikwissenschaftler
- Salazar, Michael (* 1992), amerikanisch-belizischer Fußballspieler
- Salazar, Óscar (* 1977), mexikanischer Taekwondoin
- Salazar, Patricia (* 1968), kolumbianische Journalistin
- Salazar, Rafael Cardona (1946–1987), kolumbianisches Mitglied des Medellin-Kartells in den USA
- Salazar, Raúl († 2020), venezolanischer Militär und Verteidigungsminister
- Salazar, Raúl (1928–2014), chilenischer Fußballspieler
- Salazar, Ricardo (* 1957), kubanischer Radrennfahrer
- Salazar, Rosa (* 1985), kanadisch-US-amerikanische SchauspielerinRosa Salazar (* 1985)

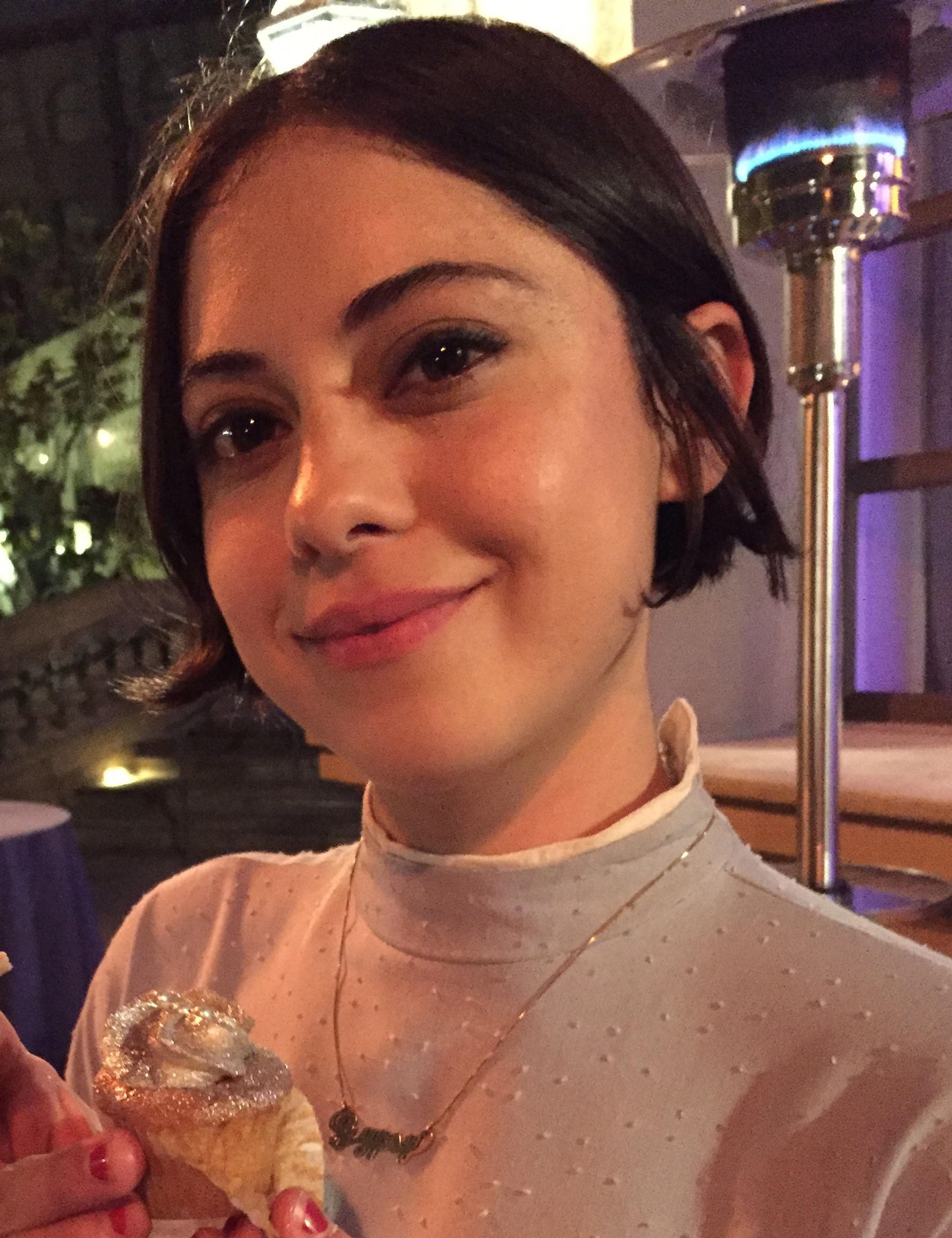
Rosa Salazar (* 1985)

- Salazar, Ruben (1928–1970), US-amerikanischer Journalist mexikanischer Herkunft
- Salazar, Sebastián (* 1990), kolumbianischer Bahn- und Straßenradrennfahrer
- Salazar, Tamara (* 1997), ecuadorianische Gewichtheberin
- Salazar, Valentina (* 1996), chilenische Speerwerferin
- Salazar, Viridiana (* 1998), mexikanische Fußballspielerin
- Salazar-Bravo, Jorge (* 1964), bolivianisch-US-amerikanischer Mammaloge